# Mustang (Teksas)
Mustang je gradić u američkoj saveznoj državi Teksas. Prema popisu stanovništva iz 2010. u njemu je živjelo 21 stanovnika.